# 楊志誠
楊 志誠（よう しせい、生年不詳 - 834年）は、唐代の軍人。盧龍軍節度使。

## 経歴
大和5年（831年）、幽州後院副兵馬使となり、盧龍軍節度使の李載義に仕えた。ときに朝廷が徳政碑に刻む文章を李載義に賜った。李載義が長安から来た使者を蹴鞠で接待すると、志誠も同席したが、鞠場で反乱を起こした。李載義は易州に逃亡し、志誠は馬歩軍都知兵馬使を称した。
文宗が宰相の牛僧孺に相談すると、牛僧孺は志誠の実力を追認するよう勧めた。ほどなく文宗の叔父の嘉王李運が盧龍軍節度使を遥領すると、志誠は節度観察留後をつとめ、検校左散騎常侍となり、幽州大都督府左司馬を兼ねた。ほどなく検校工部尚書・幽州盧龍軍節度副大使に転じ、知節度事をつとめた。
大和7年（833年）、志誠は検校吏部尚書とされた。志誠は部将の王文穎を長安に派遣したが、吏部の官を受けず、改めて検校尚書右僕射を加えられた。
大和8年（834年）、志誠は盧龍軍に追放されて、史元忠が留後に立てられた。志誠は長安に入朝したが、かつて皇帝の衣服である袞龍衣を作らせたことをめぐって御史台の訊問を受けて、嶺南に流されることとなった。その途中、商州で殺害された。

## 伝記資料
- 『旧唐書』巻180 列伝第130
- 『新唐書』巻212 列伝第137